# Australoconops balteus
Australoconops balteus är en tvåvingeart som beskrevs av Schneider 2010. Australoconops balteus ingår i släktet Australoconops och familjen stekelflugor. Inga underarter finns listade i Catalogue of Life.